# Kuglepen
En kuglepen er et skriveredskab, der overfører blækpasta til f.eks. papir ved hjælp af en lille kugle. Kuglen er placeret for enden af en blækpastabeholder i kuglepennens skaft. Når kuglepenne presses mod og trækkes hen over papir eller andet materiale, sættes kuglen i rotation. Ved hårrørsvirkning og adhæsion overføres blækket til papiret.

## Etymologi
Ordet kuglepen består af ordet kugle - og pen der er forkortet fra latin penna, der betyder fjer.

## Eksterne kilder og henvisninger
- Kuglepennens historie